# Erich Campe
Erich Campe   (Heinersdorf, 1 de febrer de 1912 - 5 de maig de 1977) va ser un boxejador alemany que va competir durant les dècades de 1930 i 1940.
El 1932 va prendre part en els Jocs Olímpics de Los Angeles, on guanyà la medalla de plata de la categoria del pes wèlter  del programa de boxa, en perdre la final contra Edward Flynn.
El 1932 i 1934 guanyà el campionat alemany de la cateogoria. Posteriorment, entre 1946 i 1949, fou professional, amb un balanç de 5 victòries, 7 derrotes i 5 combats nuls.